# Jakob Zili
Jakob Zili; auch Jakob Zyli (* 1481 in St. Gallen; † 10. Oktober 1563 ebenda) war ein Kaufmann und Politiker in St. Gallen.  

## Leben
Jakob Zili wurde als Sohn von Franciscus Zili (* 1439 in St. Gallen; † 28. Oktober 1520 ebenda), Leinwandkaufmann und dessen Ehefrau Barbara (* 1441 in St. Gallen; † 1509 ebenda), eine Tochter von Konrad Endgasser (1415–1496) geboren. Er hatte noch fünf Geschwister. Sein Onkel war Heinrich Zili, Bürgermeister in St. Gallen.
Er erwarb als Leinwandkaufmann ein grosses Vermögen, vor allem mit der ab 1519 mit seinem Schwager Georg Zollikofer geführten Handelsfirma und mit der eigenen Handelsgesellschaft, die er 1559 gründete.
Aufgrund seiner Tätigkeit als Leinwandhändler war er ein Mitglied der Schneiderzunft, ausserdem leitete er die Gesellschaft zum Notenstein.
Er bekleidete mehrere öffentliche Ämter in der Stadt St. Gallen und war unter anderem von 1546 bis 1550 Stadtamman und ab 1551 Mitglied des Kleinen Rats.
Jakob Zili war seit 1516 mit Margaretha (* 1490 in St. Gallen; † unbekannt), Tochter von Ludwig Zollikofer (1450–1514), Kaufmann und Säckelmeister von St. Gallen verheiratet. Gemeinsam hatten sie eine Tochter:
- Anna Zili (* 1481 in St. Gallen; † 10. Oktober 1563 ebenda), verheiratet in erster Ehe mit Sebastian Gaisberger, in zweiter Ehe mit Hieronimus Hürus und in dritter Ehe mit Jakob Ehinger.

Seit 1535 war er mit Klara (* 1512; † 25. Dezember 1574), Tochter des Jakob Gaisberg (* unbekannt; † 1526), Bürgermeister von Konstanz, verheiratet. Gemeinsam hatten sie zwölf Kinder.
Er erwarb 1542 und 1546 in zwei Hälften den Landsitz Weinburg (heute Gymnasium Marienburg) in Thal.